# Brian McClair
Brian John McClair est un joueur de football écossais né le 8 décembre 1963 à Bellshill. Il a notamment joué près de 11 ans à Manchester United, ainsi qu'au Celtic FC, au Motherwell FC et en équipe nationale. Il était surnommé Choccy car son nom rime avec « Chocolate Eclair » (Éclair au chocolat).
Il est actuellement directeur du centre de formation de Manchester United.

## Biographie

### Les débuts en Écosse
Brian McClair débute à Aston Villa FC qu'il a rejoint à 16 ans, au début de la saison 1980-1981. Il est ensuite transféré gratuitement à Motherwell FC, où il inscrit 15 buts en deux saisons. En 1983, il rejoint Celtic FC pour 100 000£. En quatre saisons il participe à 145 matchs de championnat et marque 99 buts. Lors de la saison 1986-87 il marque 35 buts en 44 matchs et remporte à la fois le titre de footballeur écossais de l'année remis par la Scottish Football Writers' Association et celui de Scottish PFA Players' Player of the Year décerné par l'ensemble des joueurs du championnat écossais.

### Onze ans à Manchester
En 1987 il rejoint Manchester United pour 850 000£. Il est titulaire à 296 reprises (et 59 fois remplaçant) en championnat, 38 (+7) en coupe d'Angleterre, 44 (+1) en coupe de la ligue et 17 (+6) en coupes d'Europe. Il inscrit 126 buts à Manchester, toutes compétitions confondues.
Lors de sa première saison à MU, il marque 24 buts en championnat, devenant le premier joueur du club à marquer plus de 20 buts en une saison depuis George Best en 1968.
McClair était l'attaquant principal de Manchester United durant sa première saison. Il est ensuite associé à Mark Hughes mais évolue au milieu de terrain après l'arrivée d'Éric Cantona en novembre 1992. Avec le recrutement de Roy Keane la saison suivante, son temps de jeu est considérablement réduit. Il accepte néanmoins de rester à United comme remplaçant et participe tout de même à 40 matchs en 1994-1995. Lors de la première journée de la saison 1996-1997 il marque un but spectaculaire du milieu de terrain face à Wimbledon FC. Il s'agit cependant de sa seule contribution notable de la saison. À la fin de la saison 1997-1998 il retourne gratuitement à Motherwell FC.

### Une reconversion en entraîneur
En décembre 1998, après avoir mis fin à sa carrière de joueur, il devient l'assistant de Brian Kidd à Blackburn Rovers. Mais il n'arrive pas à empêcher la relégation du club et est renvoyé. Il retourne alors à Old Trafford comme entraîneur des équipes de jeunes.
En 2001 il devient entraîneur de l'équipe réserve et remporte le championnat des réserves dès sa première saison. L'année suivante, il s'occupe de l'équipe des moins de 19 ans qui remporte la FA Youth Cup. Certains joueurs sont apparus en équipe première, comme David Jones, Chris Eagles ou Kieran Richardson.
Il est depuis le début de la saison 2006-2007 directeur du centre de formation de Manchester United, où évolue son fils Liam.

## Palmarès

### En club
- Vainqueur de la Supercoupe d'Europe en 1991 avec Manchester United
- Vainqueur de la Coupe d'Europe des Vainqueurs de Coupe en 1991 avec Manchester United
- Champion d'Angleterre en 1993, en 1994, en 1996 et en 1997 avec Manchester United
- Champion d'Écosse en 1986 avec le Celtic Glasgow
- Vainqueur de la Coupe d'Écosse en 1985 avec le Celtic Glasgow
- Vainqueur de la Coupe d'Angleterre en 1990, en 1994 et en 1996 avec Manchester United
- Vainqueur de la Coupe de la ligue anglaise en 1992 avec Manchester United
- Champion d'Écosse de Division 2 en 1982 avec Motherwell FC
- Vice-champion d'Angleterre en 1992 et en 1995 avec Manchester United
- Finaliste de la Coupe d'Angleterre en 1995 avec Manchester United

### EnÉquipe d'Écosse
- 30 sélections et 2 buts entre 1987 et 1993
- Participation au Championnat d'Europe des Nations en 1992 (Premier Tour)